# Rivière Nastapoka
Pour les articles homonymes, voir Nastapoka.
La rivière Nastapoka est un tributaire du littoral Est de la baie d'Hudson, dans la région administrative du Nord-du-Québec, au Québec, au Canada. Cette rivière est l'une des plus importantes rivières du Nord-du-Québec, la 39e du Québec pour la superficie de son bassin-versant de 13 400 km2.

## Géographie
La rivière Nastapoka se jette dans le chenal Nastapoka, sur le versant est de la baie d'Hudson, presque au centre de l'archipel côtier des îles Nastapoka, au terme d'une course de quelque 400 km, à 40 km au nord du village inuit d'Umiujaq et de l'immense Lac Tasiujaq (jadis désigné "lac Guillaume-Delisle").
Ce cours d'eau parsemé de chutes et de rapides prend sa principale source aux lacs des Loups Marins (longueur : 84 km ; largeur : 12 km ; altitude : 373 m ; superficie : 484 km2), l'un des rares plans d'eau douce au monde où l'on peut apercevoir des phoques.
Le bassin de la rivière Nastapoka faisait partie à l'origine du projet de création du parc national québécois du Lac Tasiujaq (jadis désigné "Lac-Guillaume-Delisle") et du Lac Wiyâshâkimî (jadis désigné "Lac-à-l’Eau-claire"). Dans sa version la plus récente, le bassin de la Nastapoka a été retiré pour des raisons d'éventuels aménagements hydroélectriques.

## Toponyme
Le nom Nastapoka, expression de la langue crie, signifie quelqu'un [y] a trouvé un caribou tué par les rapides, sens qui s'accorde tout à fait aux données du paysage, car non loin de son embouchure, la rivière rejoint le niveau de la mer avec fracas à travers les chutes Nastapoka et son dénivelé final abrupt de 35 m.
La rivière Nastapoka, comprise entre Kuujjuarapik et Inukjuak, appartient aussi au pays des Inuits qui l'ont baptisée Patirtuuq, c'est-à-dire [là où l'on retrouve] une grande quantité d'os à moelle. Le nom Nastapoka River apparaît dans le rapport d'une mission d'exploration effectuée dans le secteur en 1877 par le scientifique Robert Bell. De son côté, la dénomination Rivière Nastapoka figure sur la carte du Québec, feuillet nord, publiée en 1914 par le ministère des Terres et Forêts. Son tracé, discontinu, est approximatif. L'édition 1914 du Dictionnaire des rivières et lacs de la province de Québec porte, probablement par erreur, la forme Nastakopa. C'est en 1946 que la Commission de géographie du Québec accepte le nom Rivière Nastapoka. La carte officielle du Québec de 1949 ainsi que les éditions de 1969 du Répertoire géographique et de 1978 du Répertoire toponymique, entre autres documents, présentent toutefois la forme Nastapoca. La Commission de toponymie a rétabli la graphie Nastapoka en 1986. »

## Images
|  |  |